# Дель Кастильо, Афина
Афина дель Кастильо Бейвиде (исп. Athenea del Castillo Beivide; род. 24 октября 2000, Соларес, Кантабрия) — испанская футболистка, нападающий клуба «Реал Мадрид» и национальной сборной Испании.

## Клубная карьера

### Ранняя карьера
Афина начала играть за «Реосин» из Кантабрии в возрасте 11 лет. Позже она перешла в «Аве Феникс Расинг», где оставалась до конца сезона 2018/2019, забив 37 голов в 46 играх. Её пребывание там включало слияние клуба в 2017 году, в результате которого команда стала частью «Расинга».

### «Депортиво Ла-Корунья»
В августе 2019 года было объявлено, что Афина присоединится к недавно получившему повышение клубу Примеры «Депортиво» без разрешения своего старого клуба, который пытался сохранить её. В сентябре «Расинг» официально разрешил её переход.
8 сентября 2019 года Афина дебютировала в национальном чемпионате за «Депортиво» в матче против «Эспаньола». 19 января 2020 года она забила свой первый гол. В своем первом сезоне команда стала одним из открытий чемпионата и заняла четвертое место. В следующем году, после многочисленных травм, команда терпела поражения на протяжении всего турнира и в предпоследнем туре после поражения от «Реал Бетиса» потеряла шансы на сохранения места в высшем дивизионе. По окончании чемпионата и своего контракта она подписала контракт с мадридским «Реалом».

### «Реал Мадрид»
26 июля 2021 года, после вылета «Депортиво», было объявлено, что она перейдет в «Реал Мадрид». Её дебют в составе столичного клуба состоялся в континентальных соревнованиях. Первый матч отборочного раунда против «Манчестер Сити» (1:1), где Афина была названа одним из самых выдающихся игроков матча. Всего через несколько дней она дебютировала в национальном чемпионате в матче против «Леванте». Несмотря на нерегулярную игру команды в первые месяцы соревнований, Афина была одним из игроков с лучшими показателями, и фанаты «Реала» выбрали её лучшим игроком сентября. Её первый гол в качестве игрока «Реала» был забит в одиннадцатом туре против «Вильярреала» (2:0).
Согласно статистическому отчету, опубликованному цифровой спортивной газетой Relevo в октябре 2022 года, Афина была нападающим чемпионата с наиболее успешным количеством обводок.

## Карьера за сборную
Афину вызвали в сборную Испании до 19 лет на чемпионат Европы в Швейцарии, где испанки завоевали титул.
За национальную сборную Испании на дебютировала 23 октября 2020 года, выйдя на замену на 86-й минуте в матче против Чехии, став первым игроком «Депортиво» в рядах сборной. 21 сентября 2021 года она забила свой первый гол за сборную в ворота сборной Венгрии (7:0). В товарищеском матче против Марокко она оформила дубль, а матч завершился победой испанок со счётом 3:0.
В феврале 2022 года, после нескольких вызовов подряд в основную сборную, она был исключена из первоначального списка на Кубок Арнольда Кларка 2022 года, который должен был служить подготовкой к чемпионату Европы 2022. В эти дни Афина была вызвана в сборную до 23 лет. Команда провела товарищеский матч в Бельгии. Однако после травмы Марионы Кальдентей в первом матче турнира Афину вызвали в национальную. Во втором матче турнира Афина отыграла второй тайм и была выбрана лучшим игроком матча. После хорошего выступления против Канады Афина была признана лучшим игроком турнира.
Она была включена в состав на чемпионат Европы 2022. Она сыграла во всех трех матчах группового этапа, дважды выйдя на замену, а затем вышла в стартовом составе в третьей игре. В четвертьфинальной проигрышной игре против Англии (1:2) она отдала голевую передачу на Эстер Гонсалес.
Афинея провела шесть матчей и забила один гол за сборную в отборочном турнире чемпионата мира 2023. Афина была включена в состав на турнир. Во время игры против Замбии она вывихнула лодыжку. Следующий матч группового этапа против Японии она пропустила. В матче 1/8 финала против Швейцарии Афина заменила на 84-й минуте Сальму Паральюэло, а матч завершился победой испанок со счётом 5:1. Испания выиграла финал у Англии со счетом 1:0 и была объявлена чемпионом мира.

## Статистика выступлений

### Клубная статистика
| Клуб             | Сезон            | Лига | Лига | Кубок | Кубок | Лига чемпионов | Лига чемпионов | Суперкубок | Суперкубок | Итого | Итого |
| Клуб             | Сезон            | Игры | Голы | Игры  | Голы  | Игры           | Голы           | Игры       | Голы       | Игры  | Голы  |
| ---------------- | ---------------- | ---- | ---- | ----- | ----- | -------------- | -------------- | ---------- | ---------- | ----- | ----- |
| Расинг           | 2017/18          | 24   | 15   | -     | -     | -              | -              | -          | -          | 24    | 15    |
| Расинг           | 2018/19          | 22   | 22   | -     | -     | -              | -              | -          | -          | 22    | 22    |
| Расинг           | Итого            | 46   | 37   | 0     | 0     | 0              | 0              | 0          | 0          | 46    | 37    |
| Депортиво        | 2019/20          | 17   | 2    | 2     | 1     | -              | -              | -          | -          | 19    | 3     |
| Депортиво        | 2020/21          | 32   | 8    | 0     | 0     | -              | -              | -          | -          | 32    | 8     |
| Депортиво        | Итого            | 49   | 10   | 2     | 1     | 0              | 0              | 0          | 0          | 51    | 11    |
| Реал Мадрид      | 2021/22          | 29   | 5    | 3     | 0     | 10             | 0              | 1          | 0          | 43    | 5     |
| Реал Мадрид      | 2022/23          | 30   | 6    | 4     | 1     | 8              | 3              | 1          | 0          | 43    | 10    |
| Реал Мадрид      | 2023/24          | 30   | 8    | 2     | 1     | 8              | 2              | 1          | 0          | 41    | 11    |
| Реал Мадрид      | 2024/25          | 27   | 6    | 4     | 0     | 8              | 2              | 2          | 0          | 41    | 8     |
| Реал Мадрид      | Итого            | 116  | 25   | 13    | 2     | 34             | 7              | 5          | 0          | 168   | 34    |
| Всего за карьеру | Всего за карьеру | 211  | 72   | 15    | 3     | 34             | 7              | 5          | 0          | 265   | 82    |

### Международная
| Сборная | Год  | Матчи | Голы |
| ------- | ---- | ----- | ---- |
| Испания | 2020 | 1     | 0    |
| Испания | 2021 | 6     | 3    |
| Испания | 2022 | 14    | 1    |
| Испания | 2023 | 15    | 8    |
| Испания | 2024 | 14    | 1    |
| Итог    | Итог | 50    | 13   |

### Голы за сборную
| №  | Дата             | Место                                       | Соперник  | Счёт | Результат | Турнир                  |
| -- | ---------------- | ------------------------------------------- | --------- | ---- | --------- | ----------------------- |
| 1  | 21 сентября 2021 | Хидегкути Нандор, Будапешт, Венгрия         | Венгрия   | 4:0  | 7:0       | Квалификация на ЧМ 2023 |
| 2  | 21 октября 2021  | Принцип Фелипе, Касерес, Испания            | Марокко   | 1:0  | 3:0       | Товарищеский матч       |
| 3  | 21 октября 2021  | Принцип Фелипе, Касерес, Испания            | Марокко   | 3:0  | 3:0       | Товарищеский матч       |
| 4  | 11 ноября 2022   | Альварес Кларо, Мелилья, Испания            | Аргентина | 6:0  | 7:0       | Товарищеский матч       |
| 5  | 22 февраля 2023  | Макдоналд Джонс Стэдиум, Ньюкасл, Австралия | Чехия     | 3:0  | 3:0       | Кубок Наций 2023        |
| 6  | 11 апреля 2023   | Кан Миссес, Ивиса, Испания                  | Китай     | 1:0  | 3:0       | Товарищеский матч       |
| 7  | 29 июня 2023     | Роман Суарес Пуэрта, Авилес, Испания        | Панама    | 7:0  | 7:0       | Товарищеский матч       |
| 8  | 22 сентября 2023 | Гамла Уллеви, Гётеборг, Швеция              | Швеция    | 1:1  | 3:2       | ЛН 2023/2024            |
| 9  | 31 октября 2023  | Летцигрунд, Цюрих, Швейцария                | Швейцария | 1:5  | 1:7       | ЛН 2023/2024            |
| 10 | 31 октября 2023  | Летцигрунд, Цюрих, Швейцария                | Швейцария | 1:6  | 1:7       | ЛН 2023/2024            |
| 11 | 1 декабря 2023   | Мунисипаль де Пасарон, Понтеведра, Испания  | Италия    | 1:0  | 2:3       | ЛН 2023/2024            |
| 12 | 5 декабря 2023   | Ла-Росаледа, Малага, Испания                | Швеция    | 2:3  | 5:3       | ЛН 2023/2024            |
| 13 | 31 июля 2024     | Матмют Атлантик, Бордо, Франция             | Бразилия  | 1:0  | 2:0       | ОИ 2024                 |

## Достижения

### Международные
- Чемпионка мира: 2023
- Победительница Лиги наций УЕФА: 2023/24
- Чемпионка Европы среди девушек до 19 лет: 2018